# Sonora (Texas)
Sonora település az Amerikai Egyesült Államok Texas államában, Sutton megyében, melynek megyeszékhelye is. Lakosainak száma 2502 fő (2020. április 1.).

## Népesség
A település népességének változása:

| 2010 | 3 027 |
| 2020 | 2 502 |